# 橙黃擬唇魚
橙黃擬唇魚，為輻鰭魚綱鱸形目隆頭魚亞目隆頭魚科的其中一種，分布於中東太平洋區，包括庫克群島、法屬波里尼西亞海域，棲息深度23-48公尺，體長可達6.6公分，棲息在珊瑚生長的礁石區，生活習性不明。

## 擴展閱讀
維基物種上的相關：橙黃擬唇魚